# Solfatare

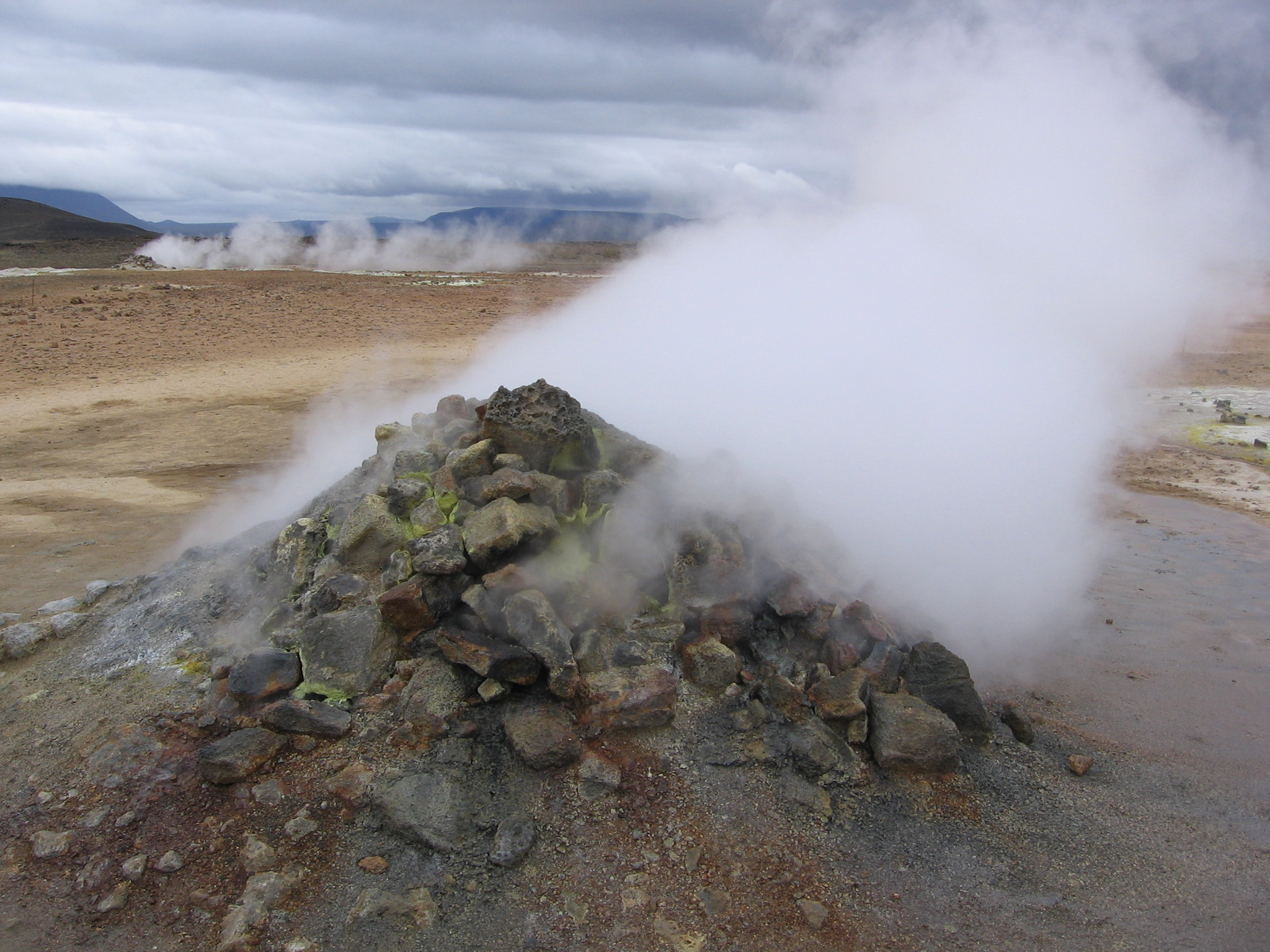

Solfatare sunt gazele care ies prin fisurile din scoarța terestră, ca urmare a fenomenelor vulcanice.
Aceste gaze conțin hidrogen sulfurat (H2S), bioxid de carbon (CO2), vapori de apă care cu hidrogenul sulfurat dau naștere la acid sulfuric (H2SO4) și substanțe elementare ca sulf.
Soluția acidă dizolvă mineralele și rocile cu care vine în contact, iar vaporii, prin condensare, formează depunerile caracteristice solfatarelor.